# Моріц Гауптман
Моріц Гауптман (нім. Moritz Hauptmann; нар. 13 жовтня 1792, Дрезден — пом. 3 січня 1868, Лейпциг) — німецький музикознавець, композитор і педагог, теоретик музики.

## Біографія
Моріц Гауптман народився в сім'ї архітектора; під керівництвом батька вивчав математику, малювання та стародавні мови.
Завдяки матері він засвоїв французьку мову, а також італійську, якою колись послуговувались музиканти дрезденського двору, серед яких в юності Гауптман і виховувався. У вісім років став вчитися грати на скрипці, потім займався фортепіано під керівництвом Франца Лаускі.
У 1808 році під керівництвом дрезденського придворного капельмейстера Франческо Морлаккі зайнявся контрапунктом і, таким чином, отримав всебічну освіту.
У 1811 році Гауптман поїхав ще в Готу, до знаменитого Людвіга Шпора. Через рік повернувся в Дрезден, отримав тут місце скрипаля у придворній капелі, але незабаром відмовився від нього і самостійно здійснив концертну поїздку до Відня і Праги.
У 1815 році вступив вчителем музики в будинок князя Рєпніна, з надією вирушити з його сімейством подорожувати Італією. Однак князь Рєпнін був призначений українським губернатором, Гауптман залишився в Росії, в будинку Рєпніна, і жив спочатку в Петербурзі, потім в Москві і в Полтаві (до 1820 року).
Про музично-громадську діяльність в Полтаві годі було й думати, і він знову взявся за перервані наукові заняття з математики та природознавства, зарекомендував себе як архітектор і землемір. У цей період також займався написанням музики (пісні, скрипкові дуети, опера «Матильда»).
У 1820 році Моріц Гауптман повернувся в Дрезден, через 2 роки переселився в Кассель, де його пов'язувала дружба зі Шпором і де він отримав місце скрипаля у придворній капелі. Тут він вперше звернувся до освітянської діяльності, і серед його учнів були Фрідріх Бургмюллер, Фердинанд Давид і Фредерік Клей.
Із 1842 року Гауптман жив в Лейпцигу, де керував знаменитим хором хлопчиків (в гімназії при церкві св. Томи), а в 1843 став професором композиції в новоствореній Лейпцизькій консерваторії. До його численних учнів належали Євген Альбрехт, Вольдемар Баргіль, Федір Бегров, Никодим Бернацький, Ганс фон Бюлов, Едвард Гріг, Артур Салліван, Йозеф Йоахім, Карл Давидов, Густав Гофман-Грабен й багато інших.
У 1842—1846 роках Гауптман редагував лейпцизьку «Загальну музичну газету». 1850 року разом з Отто Яном і Робертом Шуманом він заснував Бахівське товариство, та надалі він редагував перші три томи початого товариством видання повного зібрання творів Йоганна Себастьяна Баха.

## Нарис наукової діяльності
Найбільш відомий трактат Гауптмана «Природа гармонії та метру» (нім. Die Natur der Harmonik und Metrik), який був опублікований в Лейпцигу в 1853 році. У вченні про гармонію заклав основи так званого «дуалістичного» розуміння мажору і мінору, згідно з яким мінорний тризвук розглядається як антипод мажорного, в естетико-філософській термінології Гауптмана, відповідно, negative Einheit (мінор) vs. positive Einheit (мажор). Теорія гармонійного дуалізму була підхоплена і розвинена великими німецькими музичними теориками А. фон Еттінгеном і Г. Ріманом.

## Нарис творчості
Серед творів Гауптмана переважає церковна музика: меси, мотети тощо.